# Keeper of the Seven Keys: Part II
《Keeper of the Seven Keys: Part II》는 1988년에 발매된 독일의 파워 메탈 밴드 헬로윈의 세 번째 스튜디오 음반이다. 그 음반은 잘 팔렸고, 성공은 유럽, 아시아, 심지어 미국 전역에서 피었다. 이 음반은 독일에서 골드 인증되었고 미국에서는 108위에 올랐다.
〈Dr. Stein〉과 〈I Want Out〉이라는 두 개의 싱글이 음반에서 발매되었는데, 〈Dr. Stein〉은 오르간 솔로뿐만 아니라 음반의 다른 솔로들과는 매우 다르게 블루스한 느낌으로 연주되는 매우 길고 분위기 있는 솔로를 가지고 있다. 〈I Want Out〉은 이 밴드의 가장 잘 알려진 곡으로 남아있으며, 감마 레이(카이 한센이 헬로윈을 떠난 후 결성한), 유니소닉, 해머폴, 로드, 소나타 아티카와 같은 여러 메탈 밴드들에 의해 커버되었다. 이 음반은 2021년에 발매될 때까지 한센이 피처링한 마지막 음반이다.

## 배경
그 음반의 녹음은 실제로 하루 24시간 동안 지속되었다. 토미 뉴턴은 낮에 일하고 토미 핸슨은 밤에 일을 맡았다. 1988년 5월에서 6월 사이에 토미 핸슨은 결국 칼 월터바흐(노이즈 레코드의 보스)에 의해 프로젝트에서 해고되었다. 뉴턴은 혼자서 계속하기를 원했고, 토미 핸슨이 〈Eagle Fly Free〉의 프리뷰 믹스를 한 후 그는 집으로 보내졌다. 뉴턴은 그가 스스로 그것을 섞으면 훨씬 더 현대적으로 들릴 수 있다고 주장했다.

## 반응
| 전문가 평가                      | 전문가 평가 |
| 평가 점수                        | 평가 점수   |
| 출처                             | 점수        |
| -------------------------------- | ----------- |
| AllMusic                         | [ 4 ]       |
| Blabbermouth.net                 | 10/10       |
| Classic Rock                     | [ 6 ]       |
| Collector's Guide to Heavy Metal | 9/10        |
| Kerrang!                         | [ 8 ]       |
| Metal Hammer (GER)               | 7/7         |
| Rock Hard                        | 9/10        |
| Sputnikmusic                     | [ 11 ]      |

《라우드와이어》는 처음에 이 음반을 "역사상 가장 위대한 파워 메탈 음반 25장" 목록에 이름을 올렸다. 이 음반은 《메탈 해머》가 선정한 "10개의 필수 파워 메탈 음반" 목록에 올랐으며, 2019년 "역사상 가장 위대한 파워 메탈 음반 25장" 목록에서 1위를 차지했다.

## 곡 목록
모든 곡들은 특별한 언급이 없는 한 미하엘 바이카스에 의해 작사/작곡하였다.
| #  | 제목                      | 작사·작곡     | 재생 시간 |
| -- | ------------------------- | ------------- | --------- |
| 1. | 〈Invitation〉            |               | 1:06      |
| 2. | 〈Eagle Fly Free〉        |               | 5:08      |
| 3. | 〈You Always Walk Alone〉 | 미하엘 키스케 | 5:08      |
| 4. | 〈Rise and Fall〉         |               | 4:22      |
| 5. | 〈Dr. Stein〉             |               | 5:03      |
| 6. | 〈We Got the Right〉      | 키스케        | 5:07      |

| #  | 제목                         | 작사·작곡 | 재생 시간 |
| -- | ---------------------------- | --------- | --------- |
| 7. | 〈March of Time〉            | 카이 한센 | 5:13      |
| 8. | 〈I Want Out〉               | 한센      | 4:39      |
| 9. | 〈Keeper of the Seven Keys〉 |           | 13:37     |

## 인증
| 국가                       | 인증 | 판매량/출하량 |
| -------------------------- | ---- | ------------- |
| 독일 (BVMI)                | 골드 | 250,000^      |
| ^출하량을 기반으로 한 인증 |      |               |